# Punta Eveline
La Punta Eveline (4.026 m s.l.m.) è una montagna del Massiccio del Monte Bianco.
È inserita nella lista secondaria delle Vette alpine superiori a 4000 metri. Si trova nei pressi dell'Aiguille du Jardin.